# Peter en de Draak
Peter en de Draak (originele titel Pete's Dragon) is een Amerikaanse musicalfilm uit 1977, geproduceerd door The Walt Disney Company. De film combineert live-action beelden met animatie (de draak Elliott is getekend), en is tevens de eerste Disneyfilm opgenomen in Dolby Stereo geluid.

## Verhaal
Het verhaal speelt zich af in het begin van de 20e eeuw. Peter (Pete), een weesjongen, vlucht weg bij zijn adoptiefamilie, de Gogans, omdat ze hem behandelen als een slaaf. De matriarch van de familie, Lena, opent de jacht op hem samen met haar man en twee zonen. Peter krijgt echter hulp van Elliott, een groene draak, die zich naar believen zichtbaar en onzichtbaar kan maken.
Peter en Elliott raken verzeild in Passamaquoddy, een klein vissersdorpje. Hier raakt Peter door Elliotts toedoen al snel in de problemen met de lokale bevolking. Hij wordt door de inwoners gezien als een teken van ongeluk. Een oudere man, Lampie, is er getuige van hoe Elliott zichzelf even zichtbaar maakt en probeert tevergeefs het volk te waarschuwen dat er een draak in de stad is. Zijn dochter, Nora, neemt hem mee terug naar hun huis bij de lokale vuurtoren. Ze nodigt tevens Peter uit.
Bij Nora thuis ziet Peter een foto van een zeeman. Nora vertelt dat dit haar geliefde Paul is die een tijd terug zoek is geraakt toen zijn schip verging. Peter brengt de foto naar Elliott en vraagt hem of hij Paul kan opsporen. Ondertussen wordt het plaatsje aangedaan door Dr. Terminus, een rondreizende kruidendokter, en zijn handlanger Hoagie. Lampie vertelt de twee over de draak. Terminus doet het af als een verzinsel, maar Hoagie gaat met Lampie mee en ziet Elliott daardoor ook. Terminus zelf wordt ook overtuigd van Elliotts bestaan wanneer hij de schade ziet die Elliott toegebracht heeft aan een schoolgebouw. Hij doet Peter een aanbod de draak van hem te kopen, maar Peter weigert elk aanbod.
Terug in de stad loopt Terminus de Gogans tegen het lijf en smeedt met hen een plan om zowel Peter als Elliott te vangen. Hij overtuigt tevens de bevolking om hen te helpen. Samen zetten ze een val op voor Elliott in een pakhuis. Die avond, tijdens een zware storm, lokt Terminus Peter met een list naar het pakhuis terwijl Hoagie Elliott eveneens naar het pakhuis lokt. In het pakhuis wordt Peter gevangen door de Gogans, terwijl Elliott wordt gevangen onder een net dat aan het plafond was bevestigd. Terminus probeert hem neer te schieten met een harpoen, maar richt deze snel de andere kant op wanneer hij beseft dat het touw van de harpoen om zijn voet gewikkeld zit. Elliott breekt los uit het net en bevrijdt Peter. Daarna haasten de twee zich naar de vuurtoren, waar Nora en Lampie wanhopig proberen het vuur te ontsteken om een schip, dat zich door de storm een weg naar de haven worstelt, veilig langs een zandbank te loodsen. Elliott slaagt erin de lamp te ontsteken met zijn vuur en redt zo het schip.
De volgende ochtend wordt Elliott als een held onthaald. Aan boord van het schip blijkt zich Paul te bevinden, die door Elliott was gevonden. Paul en Nora besluiten samen Peter te adopteren. Nu Peter veilig is, zit Elliotts taak bij hem erop en hij vertrekt.

## Rolverdeling
- Helen Reddy - Nora
- Jim Dale - Dr. Terminus
- Mickey Rooney - Lampie
- Red Buttons - Hoagy
- Shelley Winters - Lena Gogan
- Sean Marshall - Peter
- Jane Kean - Miss Taylor
- Jim Backus - The Mayor
- Charles Tyner - Merle Gogan
- Gary Morgan - Grover Gogan
- Jeff Conaway - Willie Gogan
- Cal Bartlett - Paul
- Charlie Callas - Elliott the Dragon (stem)
- Walter Barnes - Captain
- Al Checco - Fisher #1
- Henry Slate - Fisher #2
- Jack Collins - Fisher #3
- Robert Easton - Store Proprietor
- Roger Price - Man with Visor
- Robert Foulk - Old Sea Captain
- Ben Wrigley - Egg Man
- Joe Ross - Cement Man

## Nederlandse stemmen
- Ruud Jan Bos - Peter[2]
- Loeki Knol - Nora
- Lex Goudsmit - Lampie
- Tonny Huurdeman - Lena Janssen
- Peter Piekos - Bertus Janssen
- Ger Smit - Govert Janssen, Henny
- Martin Brozius - Willy Janssen
- Marijke Philips - Juffrouw van Dijk
- Coen Flink - Dr. Terminus

## Achtergrond

### Geschiedenis
Het verhaal van de film is gebaseerd op een nooit gepubliceerd kort verhaal van Seton I. Miller en S.S. Field. Disney kocht de rechten op dit verhaal in de jaren 50 met het plan het verhaal als basis te gebruiken voor een aflevering van het programma Wonderful World of Disney. In plaats daarvan werd besloten er een bioscoopfilm van te maken. Schrijver Malcolm Marmorstein werkte het verhaal uit tot een script.

### Productie
Voor de vuurtoren uit de film werd een vuurtoren bij Morro Bay gebouwd. De toren was uitgerust met een dusdanig sterke lamp dat Disney toestemming nodig had van de kustwacht om deze te mogen ontsteken voor de opnamen, uit angst dat het licht anders passerende schepen zou verwarren.
De film was de eerste waarin de animatie niet werd verzorgd door een van Disney’s Nine Old Men – het originele tekenteam. Don Bluth had de regie over de animatiescènes, maar werd niet voor zijn werk vermeld op de aftiteling.

### Nummers
- "Main Title" - Instrumentaal
- "The Happiest Home in These Hills" - Shelley Winters, Charles Tyner, Gary Morgan & Jeff Conaway
- "Boo Bop BopBop Bop (I Love You, Too)" - Sean Marshall & Charlie Callas
- "I Saw a Dragon" - Helen Reddy, Mickey Rooney & The Townsmen
- "It's Not Easy" - Helen Reddy & Sean Marshall
- "Passamashloddy" - Jim Dale, Red Buttons & Townsfolk
- "Candle on the Water" - Helen Reddy
- "There's Room for Everyone" - Helen Reddy, Sean Marshall & Children
- "Every Little Piece" - Red Buttons & Jim Dale
- "Brazzle Dazzle Day" - Helen Reddy, Mickey Rooney & Sean Marshall
- "Bill of Sale" - Helen Reddy, Shelley Winters, Charles Tyner, Gary Morgan & Jeff Conaway
- "Candle on the Water (Reprise)" - Helen Reddy

### Versies
De originele versie van de film is 134 minuten, maar kort na de première werd de film ingekort tot 121 minuten. Hiervoor werd onder andere het lied "I Saw A Dragon" flink aangepast.
In oktober 1980 was Peter en de Draak de eerste Disneyfilm die uitkwam op VHS. Deze versie was maar korte tijd in omloop. In maart 1984 werd de film opnieuw uitgebracht in de bioscopen, maar nu in een tot 104 minuten teruggesnoeide versie. In oktober 1985 werd de film hersteld tot een versie van 128 minuten.

## Prijzen en nominaties
Peter en de Draak werd in 1978 genomineerd voor in totaal 7 prijzen, maar won er geen. De nominaties zijn:
- De Academy Award voor beste originele lied (Al Kasha, Joel Hirschhorn)
- De Academy Award voor beste muziek
- Vier Saturn Awards
  - Beste kostuums
  - Beste fantasyfilm
  - Beste special effects
  - Beste mannelijke bijrol (Red Buttons)
- De Golden Globe voor beste muziek